# Wespenbienen

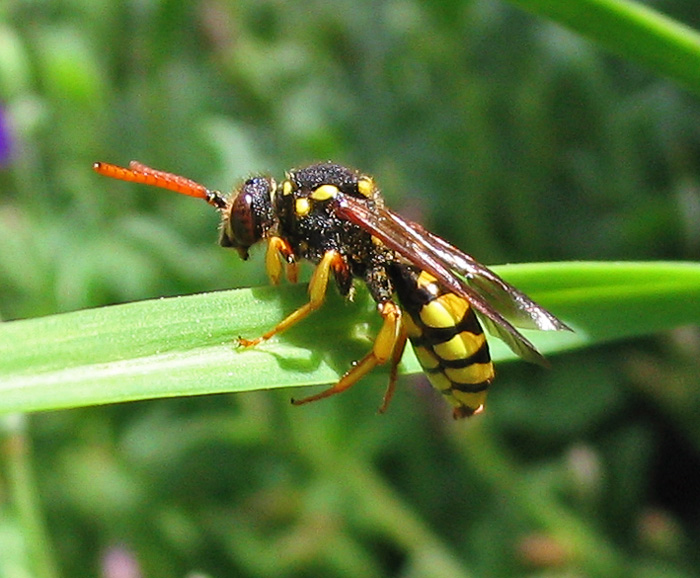
Nomada succincta

Die Wespenbienen (Nomada) sind eine Gattung aus der Familie der Apidae innerhalb der Bienen. Von ihnen kommen 202 Arten in Europa vor, in Mitteleuropa sind es 87. Ihren deutschen Namen haben die Tiere wegen der Ähnlichkeit mit Wespen. Wespenbienen sind Brutschmarotzer und werden daher zu den Kuckucksbienen gezählt, unter denen sie mit Abstand die größte Gruppe darstellen. 

## Merkmale
Die Bienen erreichen eine Körperlänge von 3 bis 14 Millimetern. Sie sind anhand ihrer schwarz-gelben, schwarz-roten oder schwarz-rot-gelben Bänderung, der fehlenden oder nur schwach ausgeprägten Behaarung und dem stark verlängerten und verbreiterten ersten Tarsenglied an den Hinterbeinen erkennbar, auf den ersten Blick kann man sie jedoch auch auf Grund ihrer Wespentaille mit Grab- oder Faltenwespen sowie zum Teil auch mit Blutbienen (Sphecodes) verwechseln. Nur sehr wenige Arten können im Freiland anhand äußerer Merkmale bestimmt werden. Weibchen kann man anhand einer geschlossenen Haarfranse am hinteren Ende des fünften Hinterleibssegmentes von Männchen unterscheiden. 

## Vorkommen
Wespenbienen sind weltweit verbreitet und kommen außer in Australien, wo sie selten sind, überall häufig vor. Die Flugzeit ist in Mitteleuropa von März bis September, wobei die Tiere meist in einer Generation im Frühling fliegen, manche Arten fliegen aber in zwei Generationen im Frühling und Sommer.

## Lebensweise
Die Wespenbienen leben als Kuckucksbienen parasitisch von anderen Bienenarten. Hauptsächlich werden Sandbienen (Andrena), aber auch Furchenbienen (Lasioglossum), Langhornbienen (Eucera), Sägehornbienen (Melitta) und Zottelbienen (Panurgus) parasitiert. Die meisten Arten parasitieren nur an einer bestimmten Wirtsart und sind an deren Vorkommen gebunden. Geht eine Wirtskolonie auf Grund starken Befalls von Wespenbienen zu Grunde, sterben in weiterer Folge auch die Parasiten. In der Regel erholen sich aber sowohl Wirts- als auch anschließend Parasitenpopulationen wieder. 

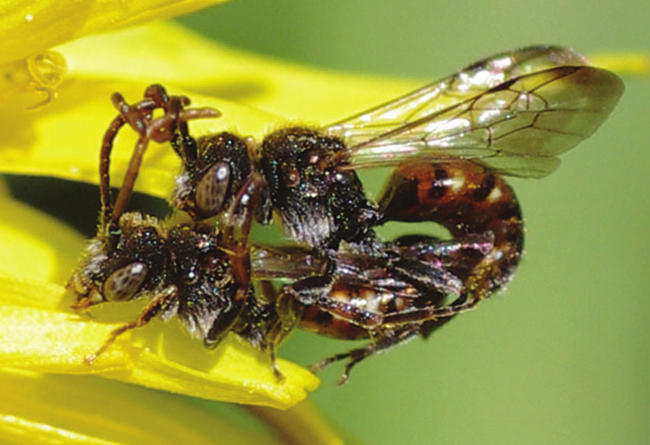
Nomada flavoguttata bei der Kopulation auf Löwenzahn

Die Imagines ernähren sich von Nektar und Pollen. In der Nacht ruhen die Tiere in Erdlöchern und Blüten oder beißen sich mit den Mandibeln an Blättern und Stängeln fest. Männchen kann man in Gruppen um Sträucher und Hecken fliegend beobachten. Die Weibchen suchen zunächst in einem charakteristischen, langsamen und wendigen Flug knapp über dem Boden nach Wirtsnestern. Ist ein solches gefunden, verharren sie mit nach vorne gestreckten Fühlern über lange Zeit regungslos auf einem Ausguck in der Nähe des Nestes und warten, bis das Wirtsweibchen das Nest verlassen hat. Dann dringen sie in das Nest ein, wobei verschlossene Nesteingänge aufgegraben und zumindest bei manchen Arten nach der Eiablage auch wieder verschlossen werden. Die Tiere bohren vermutlich mit den krallenartigen Fortsätzen am sechsten Sternit ein Loch in die Brutzellenwand und legen ein oder auch zwei Eier ab. Die Eier werden so in der Zellwand abgelegt, dass ihre Spitze zur Hälfte in das Innere der Brutzelle ragt. Nach dem Schlupf frisst die Parasitenlarve das Ei oder die Larve des Wirts und ernährt sich anschließend von dessen Nahrungsvorräten. Die Verpuppung erfolgt ohne Kokon in der Brutzelle.
Wird ein Wespenbienenweibchen durch ein wiederkehrendes Wirtsweibchen überrascht, verhält sich das Wirtsweibchen nicht aggressiv, was vermutlich auf Duftsekrete zurückzuführen ist, mit denen sich die Parasitenweibchen tarnen. Treffen jedoch zwei Parasitenweibchen aufeinander, wird aggressiv um das Wirtsnest gekämpft, wodurch sich in Wirtsaggregationen kleine Territorien von Wespenbienen bilden.
Bei der Kopulation umgreifen die Männchen mit ihrer Antenne die Antenne der Weibchen. Dabei werden vermutlich Sekrete übergeben.

## Arten (Europa)
| - Nomada agrestis Fabricius, 1787 - Nomada alboguttata Herrich-Schäffer, 1839 - Nomada algira Mocsary, 1883 - Nomada alpigena Schwartz, Gusenleitner & Mazzucco, 1999 - Nomada annularis Olivier, 1811 - Nomada arenaria Panzer, 1804 - Nomada argentata Herrich-Schäffer, 1839 - Nomada ariasi Dusmet y Alonso, 1913 - Rote Wespenbiene (Nomada armata) Herrich-Schäffer, 1839 - Nomada arrogans Schmiedeknecht, 1882 - Nomada atroscutellaris Strand, 1921 - Nomada baccata Smith, 1844 - Nomada baldiniana Benzi, 1892 - Nomada barcelonensis Cockerell, 1917 - Nomada basalis Herrich-Schäffer, 1839 - Nomada beaumonti Schwarz, 1967 - Nomada bifasciata Olivier, 1811 - Nomada bimaculata Schilling, 1849 - Nomada bispinosa Mocsary, 1883 - Nomada blepharipes Schmiedeknecht, 1882 - Nomada bluethgeni Stoeckhert, 1944 - Nomada bolivari Dusmet y Alonso, 1913 - Nomada bouceki Kocourek, 1985 - Nomada braunsiana Schmiedeknecht, 1882 - Nomada brunnea Schilling, 1848 - Nomada calimorpha Schmiedeknecht, 1882 - Nomada carnifex Mocsáry, 1883 - Nomada caspia Morawitz, 1895 - Nomada castellana Dusmet y Alonso, 1913 - Nomada cherkesiana Mavromoustakis, 1955 - Nomada chrysopyga Morawitz, 1872 - Nomada cincta Rossi, 1792 - Nomada coelomeria Perez, 1884 - Nomada concolor Schmiedeknecht, 1882 - Nomada confinis Schmiedeknecht, 1882 - Nomada conjungens Herrich-Schäffer, 1839 - Nomada connectens Perez, 1884 - Nomada corcyraea Schmiedeknecht, 1882 - Nomada coronata Perez, 1895 - Nomada coxalis Morawitz, 1878 - Nomada cristata Perez, 1895 - Nomada cruenta Schmiedeknecht, 1882 - Nomada cypriaca Schwarz, 1999 - Nomada dira Mocsary, 1882 - Nomada discedens Perez, 1884 - Nomada discrepans Schmiedeknecht, 1882 - Nomada dispar Perez, 1895 - Nomada distinguenda Morawitz, 1874 - Nomada dolosa Mocsary, 1883 - Nomada duplex Smith, 1854 - Nomada dusmetella Perez, 1913 - Nomada emarginata Morawitz, 1877 - Nomada eos Schmiedeknecht, 1882 - Nomada errans Lepeletier, 1841 - Nomada erythrocephala Morawitz, 1871 - Nomada excisa Perez, 1890 - Nomada fabriciana (Linnaeus, 1767) - Nomada facilis Schwartz, 1967 - Nomada fallax Perez, 1913 - Nomada faventiana Perez, 1902 - Nomada femoralis Morawitz, 1869 - Nomada fenestrata Lepeletier, 1841 - Nomada ferghanica Morawitz, 1875 - Nomada ferroviaria Dusmet y Alonso, 1913 - Nomada ferruginata (Linnaeus, 1767) - Nomada flava Panzer, 1798 - Nomada flavicornis Rossi, 1790 - Nomada flavilabris Morawitz, 1875 - Nomada flavinervis Brullé, 1832 - Nomada flavoguttata (Kirby, 1802) - Nomada flavopicta (Kirby, 1802) - Nomada fucata Panzer, 1798 - Nomada fulvicornis Fabricius, 1793 - Nomada furva Panzer, 1798 - Nomada furvoides Stoeckhert, 1944 - Nomada fuscicornis Nylander, 1848 - Nomada gerundica Perez, 1913 - Nomada glaberrima Schmiedeknecht, 1882 - Nomada glaucopis Perez, 1890 - Nomada goodeniana (Kirby, 1802) - Nomada gransassoi Schwarz, 1986 - Nomada gribodoi Schmiedeknecht, 1882 - Nomada guttulata Schenck, 1861 - Nomada hera Schwarz, 1965 - Nomada hirtipes Perez, 1884 - Nomada hispanica Dusmet y Alonso, 1913 - Nomada hungarica Dalla Torre & Friese, 1894 - Nomada illustris Schmiedeknecht, 1882 - Nomada imperialis Schmiedeknecht, 1882 - Nomada incisa Schmiedeknecht, 1882 - Nomada insignipes Schmiedeknecht, 1882 - Nomada integra Brullé, 1832 - Nomada italica Dalla Torre & Friese, 1894 - Nomada jacobeae Panzer, 1799 - Nomada jaramense Dusmet y Alonso, 1913 - Nomada kervilleana Perez, 1913 - Nomada kirbyi Lepeletier, 1841 - Nomada kohli Schmiedeknecht, 1882 - Nomada kornosica Mavromoustakis, 1958 - Nomada krueperi Schmiedeknecht, 1882 - Nomada labiata Olivier, 1811 - Nomada laevilabris Schmiedeknecht, 1882 | - Nomada lagrecai Nobile, 1990 - Nomada lateritis Mocsary, 1883 - Rothaarige Wespenbiene (Nomada lathburiana) (Kirby, 1802) - Nomada leucophthalma (Kirby, 1802) - Nomada linsenmaieri Schwarz, 1974 - Nomada litigiosa Gribodo, 1893 - Nomada lucidula Schwarz, 1967 - Nomada lutea Eversmann, 1852 - Nomada maculicornis Perez, 1884 - Nomada marshamella (Kirby, 1802) - Nomada mauritanica Lepeletier, 1841 - Nomada melanopyga Schmiedeknecht, 1882 - Nomada melathoracica Imhoff, 1834 - Nomada melitensis Costa, 1893 - Nomada merceti Alfken, 1909 - Nomada minor (Gmelin, 1790) - Nomada mocsaryi Schmiedeknecht, 1882 - Nomada moeschleri Alfken, 1913 - Nomada mutabilis Morawitz, 1870 - Nomada mutica Morawitz, 1872 - Nomada nasuta Scopoli, 1770 - Nomada nausica Schmiedeknecht, 1882 - Nomada nesiotica Mavromoustakis, 1958 - Nomada nigella Nylander, 1848 - Nomada nigrovaria Perez, 1895 - Nomada nobilis Herrich-Schäffer, 1839 - Nomada noskiewiczi Schwarz, 1966 - Nomada numida Lepeletier, 1841 - Nomada nuptura Dusmet y Alonso, 1913 - Nomada obliqua Olivier, 1811 - Nomada obscura Zetterstedt, 1838 - Nomada obtusifrons Nylander, 1848 - Nomada opaca Alfken, 1913 - Nomada orbitalis Perez, 1913 - Nomada ornata Eversmann, 1852 - Nomada pallidenotata Schmiedeknecht, 1882 - Nomada pallispinosa Schwarz, 1967 - Nomada panurgina Morawitz, 1869 - Nomada panzeri Lepeletier, 1841 - Nomada pastoralis Eversmann, 1852 - Nomada pectoralis Morawitz, 1878 - Nomada perezi Dusmet y Alonso, 1913 - Nomada piccioliana Magretti, 1883 - Nomada platythorax Schwarz, 1981 - Nomada platyventris Morawitz, 1886 - Nomada pleurosticta Herrich-Schäffer, 1839 - Nomada polemediana Mavromoustakis, 1957 - Nomada posthuma Bluethgen, 1949 - Nomada poultoni Saunders, 1901 - Nomada priesneri Schwarz, 1965 - Nomada propinqua Schmiedeknecht, 1882 - Nomada pulchra Arnold, 1888 - Nomada pusilla Lepeletier, 1841 - Nomada pusilla Rossi, 1792 - Nomada quadrispinosa Mocsary, 1901 - Nomada radoszkowskii Lozinski, 1922 - Nomada ranunculi Scopoli, 1770 - Nomada rhenana Morawitz, 1872 - Nomada roberjeotiana Panzer, 1799 - Nomada rostrata Herrich-Schäffer, 1839 - Nomada rubiginosa Perez, 1884 - Nomada rubricollis Schwarz, 1967 - Nomada rubricosa Eversmann, 1852 - Nomada rufa Rossi, 1790 - Nomada rufescens Scopoli, 1770 - Gespaltene Wespenbiene (Nomada ruficornis) (Linnaeus, 1758) - Nomada rufipes Fabricius, 1793 - Nomada rufoabdominalis Schwarz, 1963 - Nomada sanguinea Smith, 1854 - Nomada scutellaris Olivier, 1811 - Nomada serricornis Perez, 1884 - Nomada sexfasciata (Panzer, 1799) - Nomada sheppardana (Kirby, 1802) - Nomada siciliensis Dalla Torre & Friese, 1894 - Nomada sicula Schwarz, 1974 - Nomada signata Jurine, 1807 - Nomada similis Morawitz, 1872 - Nomada squalida Scopoli, 1763 - Nomada stigma Fabricius, 1804 - Nomada stoeckherti Pittioni, 1951 - Nomada striata Fabricius, 1793 - Nomada subfasciata Schilling, 1826 - Nomada succincta Panzer, 1798 - Nomada sybarita Schmiedeknecht, 1882 - Nomada symphyti Stoeckhert, 1930 - Nomada terminalis Imhoff, 1834 - Nomada thersites Schmiedeknecht, 1882 - Nomada thoracica Morawitz, 1880 - Nomada transitoria Schmiedeknecht, 1882 - Nomada trapeziformis Schmiedeknecht, 1882 - Nomada tridentirostris Dours, 1873 - Nomada trispinosa Schmiedeknecht, 1882 - Nomada unifasciata Schilling, 1826 - Nomada unispinosa Schwarz, 1981 - Nomada variabilis Lucas, 1849 - Nomada verna Schmiedeknecht, 1882 - Nomada versicolor Panzer, 1798 - Nomada villosa Thomson, 1882 - Nomada xanthosticta (Kirby, 1802) - Nomada zichyana Mocsary, 1901 - Nomada zonata Panzer, 1798 |

## Belege